# Aftonbladet TV 7
Aftonbladet TV 7 ist ein werbefinanzierter Privatfernsehsender in Schweden, der zur Tageszeitung Aftonbladet des norwegischen Medienkonzerns Schibsted gehört.
Im Frühjahr 2005 gab Aftonbladet bekannt, unter dem Arbeitstitel „Storstads-tv“ („Großstadt-TV“) die Lizenz für einen unverschlüsselten digitalen terrestrischen Fernsehsender beantragt zu haben. Während der Prüfung des Lizenzantrages ging Storstads-tv eine Partnerschaft mit Axess TV der Ax:son Johnsson Foundation ein. Im Februar 2006 erhielt Aftonbladet die Lizenz zur Ausstrahlung in der Woche und Axess TV am Wochenende. Erste Ausstrahlungsversuche begannen am 29. Mai 2006, regulärer Sendestart war am 9. Oktober 2006.
Der Sender basiert auf dem einige Jahre zuvor auf Aftonbladet.se gestarteten Webcast. Im August 2007 wurde bekannt, dass Schibsted beabsichtigt, den Sender zu verkaufen.